# Saint-Georges-de-Longuepierre
Saint-Georges-de-Longuepierre – miejscowość i gmina we Francji, w regionie Nowa Akwitania, w departamencie Charente-Maritime.
Według danych na rok 1990 gminę zamieszkiwało 205 osób, a gęstość zaludnienia wynosiła 19 osób/km² (wśród 1467 gmin regionu Poitou-Charentes Saint-Georges-de-Longuepierre plasuje się na 793. miejscu pod względem liczby ludności, natomiast pod względem powierzchni na miejscu 792.).